# Большое Хижозеро
Большое Хижозеро — пресноводное озеро на территории Ледмозерского сельского поселения Муезерского района Республики Карелии.

## Общие сведения
Площадь озера — 1,4 км². Располагается на высоте 134,6 метров над уровнем моря.
Форма озера двухлопастная, продолговатая: оно вытянуто с запада на восток. Берега каменисто-песчаные, преимущественно возвышенные.
Из восточной оконечности озера вытекает безымянный водоток, впадающий с правого берега в реку Чирко-Кемь.
Код объекта в государственном водном реестре — 02020000911102000005360.